# Toporăști
Toporăști es una localidad rumana de la comuna de Pungești, en el condado de Vaslui.

## Historia
Hacia comienzos del siglo XX la localidad, que ya por entonces pertenecía al condado de Vaslui, formaba parte de la comuna de Cursești y tenía contabilizada una población de 725 habitantes.
En la segunda mitad del siglo XX la localidad había pasado a formar parte de la comuna de Pungești. En el censo de 2021 la localidad tenía una población de 547 habitantes.